# Taleb Tawatha
Taleb Tawatha (em árabe: طالب طواطحه, em hebraico: טאלב טוואטחה; Jisr az-Zarqa, 21 de junho de 1992) é um futebolista profissional israelense que atua como lateral-esquerdo.
Taleb também detém cidadania sudanesa.

## Carreira
Taleb começou a carreira no Maccabi Haifa. Em 2016, o futebolista foi vendido ao Eintracht Frankfurt por pouco mais de um milhão de euros.